# Hexathele cantuaria
Hexathele cantuaria är en spindelart som beskrevs av Forster 1968. Hexathele cantuaria ingår i släktet Hexathele och familjen Hexathelidae. Inga underarter finns listade i Catalogue of Life.